# Caudron Type A
Dimensions
Le Caudron Type A a été le premier avion construit avec succès par René Caudron et son frère Gaston au Crotoy dans la Somme en France.
En 1910, les frères Caudron furent brièvement associés à la Société anonyme française d'aviation (SAFA), et un exemple de ce type fut exposé au Salon de l'Aéronautique de Paris de 1910 sous le nom de SAFA Biplan.

## Le "Romiotte 1"
Les frères Caudron - auparavant cultivateurs - ont commencé l'expérimentation aéronautique en 1908, construisant un grand biplan qu'ils avaient l'intention de motoriser en utilisant une paire de moteurs Farcot (1824-1908) de 30 ch (22 kW). 
Cependant, ces moteurs n'ont jamais été livrés, et à la place, il a été piloté en 1909 par René comme un planeur nommé Romiotte 1, remorqué dans les airs par la jument Luciole

## Le Caudron Type A n°1
Cette expérience a été suivie par le Caudron Type A no 1 qui était un biplan à moteur arrière, bipoutre, à ailes égales. 
Beaucoup plus petit et plus léger que le planeur, le Type A no 1 était équipé d'un moteur trois cylindres Anzani en éventail de 25 ch (18 kW), monté sur l'aile inférieure à gauche du pilote, entraînant une hélice bipale "poussante" placée derrière le pilote, via une chaîne et un arbre de transmission. 

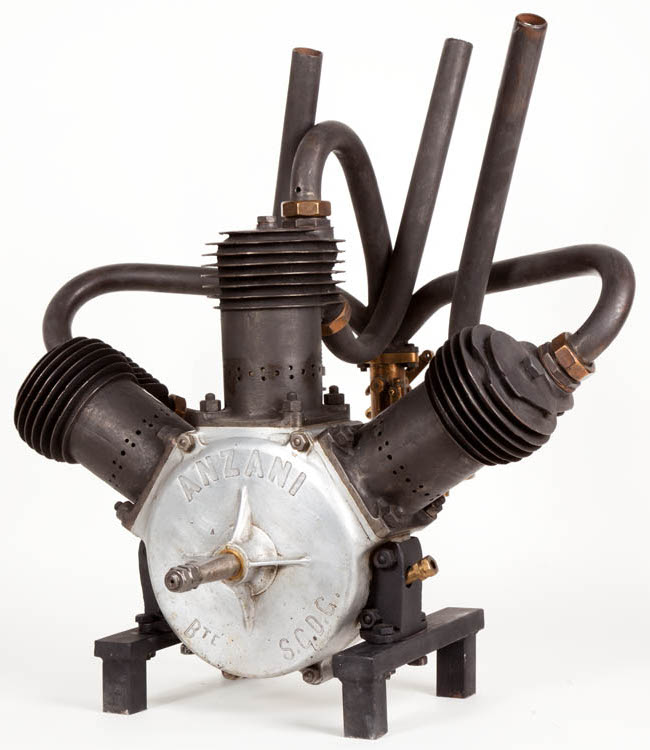
Moteur Anzani 3 cylindres en éventail "type traversée de la Manche" (25 ch).

Les ailes fixe pouvait être déformées uniformément pour contrôler la profondeur ou par gauchissement différentiel pour contrôler le roulis.
En queue, une paire de petites gouvernes rectangulaires était montée au-dessus de l'empennage. La paire supérieure de poutres était fixée à l'aile supérieure, comme beaucoup d'aéronefs contemporains, mais la paire inférieure était reliée à l'aile inférieure par des entretoises et continuait vers l'avant.
Recourbées vers le haut, ces poutres inférieures constituaient des sortes de skis pour l'atterrissage. Cet arrangement distinctif allait devenir une caractéristique des avions Caudron ultérieurs. 

Toujours piloté par René Caudron, l'aéronef a été considérablement endommagé lors d'un accident lors de son 9e vol, et pendant la reconstruction, l'installation du moteur a été modifiée de sorte que le moteur entraîne désormais directement l'hélice de poussée. Un seul Type A n°1 a été construit.

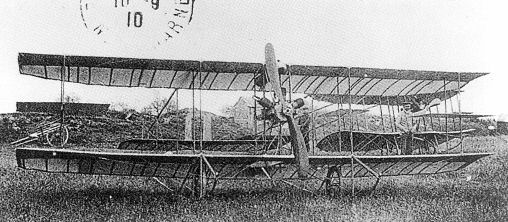
Type A. No 2, avec hélice fonctionnant en traction à entraînement direct et ailerons interplans.

## Le Caudron Type A n°2
Sur le type A no 2 de structure identique, le moteur était monté devant le pilote entrainant une hélice bipale fonctionnant en traction et des ailerons placés entre les ailes principales assuraient le contrôle latéral. Il a été produit en 3 exemplaires.

## Le Caudron Type A bis
D'architecture similaire au no 2, il avait une cellule à deux places et était propulsé par un moteur cinq cylindres en étoile Anzani de 45 ch (33 kW). 
Ce moteur plus puissant dérivé du 3 cylindres en étoile du même constructeur, permettait d'atteindre 85 km/h. Trois biplaces de ce type ont été construits.